# Eric Volz

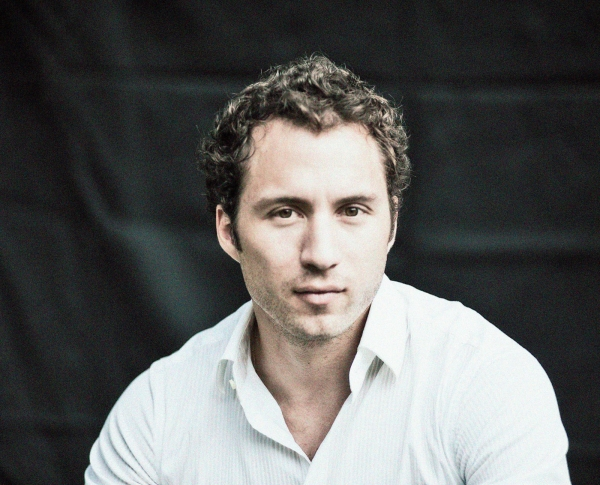
Eric Volz

Eric Stanley Volz (* 19. Mai 1979 in Sacramento, Kalifornien, USA) ist ein amerikanischer Staatsbürger, der in Nicaragua wegen Vergewaltigung und Ermordung seiner ehemaligen Freundin Doris Ivania Alvarado Jiménez zu 30 Jahren Gefängnis verurteilt wurde.
Am 17. Dezember 2007 revidierte das Berufungsgericht die Verurteilung und Eric Volz wurde am 21. Dezember 2007 aus dem Gefängnis entlassen. Er verließ sofort aus Sicherheitsgründen Nicaragua.
Freunde und Verfechter in beiden Ländern vertraten Volz' Unschuld und behaupteten, dass das Gericht in erster Instanz Beweise ignoriert hätte und dass Eric Volz das Opfer der Anti-Gringo-Stimmung geworden wäre. Die Gegner in Nicaragua verurteilten seine Freilassung. Man war der Meinung, dass von der Regierung der Vereinigten Staaten Druck ausgeübt worden sei und erhob den Vorwurf, dass die Familie Volz die Berufungsrichter bestochen habe.

## Lebensabschnitt 1979–2006
Eric Volz entstammt einer mexikanisch-amerikanischen Familie. Seine Mutter, Maggie Anthony, eine Innendekorateurin, wuchs in Nogales, Arizona, auf. Sein mexikanischer Großvater war der Katalysator für seine Immersion. Von ihm erlernte Volz die spanische Kultur, wie man die Sprache liest, sie schreibt und mit Akzent spricht. Bis zu seinem 13. Lebensjahr wuchs er in Sacramento auf. Anschließend zog die Familie nach Nashville, Tennessee, weil sein Vater, ein Musiker, sich entschied, dort eine musikalische Karriere auszuüben. Volz hat eine jüngere Schwester und eine Stiefschwester aus zweiter Ehe seiner Mutter. Volz besuchte die Highschool und er interessierte sich für Lateinamerika. Nebenbei ging er seinem Hobby nach – der Fotografie. An der Universität von Kalifornien in San Diego, absolvierte Volz ein Studium der lateinamerikanischen Kultur.
Eric Volz ging 2005 nach San Juan Del Sur, Nicaragua und bekam ein Daueraufenthalt-Visum. Dort lernte er die Kellnerin Doris Ivania Jiménez kennen. Volz veröffentlichte sein neues zweisprachiges Lebensstil-Magazin EP (Abkürzung für El Puente), zu Deutsch „Die Brücke“. Im Sommer 2006 trennte sich Volz von seiner Freundin und zog nach Managua, Nicaragua um. Dort widmete er sich seinem Magazin EP und verkaufte Immobilien.

## Tatbestand und Festnahme
San Juan del Sur ist ein kleiner Ort an der Pazifikküste, der vom Fischfang und Tourismus lebt. Am 21. November 2006 wurde dort die 25-jährige Doris Ivania Alvarado Jiménez kurz nach 14:00 Uhr ermordet in ihrer Boutique aufgefunden. Zeugen sahen sie letztmals lebend um 11:30 Uhr vor ihrem Geschäft.
Im Umfeld des Opfers wurden schnell vier Verdächtige ermittelt. Zwei waren lokale Surfer, die in der gleichen Gruppe surften. Chamorro wurde durch einen Polizisten in der Nähe des Tatortes mit frischen Kratzspuren auf seinen freien Oberkörper gesehen und er schien sehr nervös zu sein. Dangla wurde kurz nach Chamorro verhaftet. Der dritte Mann, Llanes, war Student am „Ave Maria College of the Americas“, nahe Managua. Llanes wurde nie festgenommen. Seine Freunde sagten aus, dass er ein Verhältnis mit dem Opfer hatte. Der Verdacht gegen ihn wurde fallen gelassen, als er eine Bescheinigung von seinem College-Büro vorlegte, die seinen Aufenthaltsort während der Tatzeit erklärte. Der vierte Verdächtige war Eric Volz. Unter dem Druck der Polizei bezichtigte einer der Verdächtigen Volz der Tat.
Als Volz von dem Tod Jiménez hörte, annullierte er sofort eine „Thanksgiving“-Geschäftsreise in die USA, um an dem Begräbnis seiner Ex-Freundin als Sargträger teilzunehmen. Eric Volz wurde am 23. November 2006 nach der Beerdigungszeremonie wegen Mordverdacht festgenommen.

## Prozessvorbereitung
Die lokale Presse verurteilte Eric Volz sofort als Mörder. Nach nicaraguanischem Recht kann die Verteidigung zwischen einem Verfahren durch Richter oder durch Geschworene wählen. In Anbetracht der Vorverurteilung in der Presse, entschied sich die Verteidigung für einen Richter. Der Prozessbeginn wurde auf den 26. Januar 2007 datiert. Unterdessen wurde Volz in verschiedenen Gefängnissen und Strafanstalten untergebracht. Nach Angaben seiner Eltern erhielt Volz dort nicht genug zu essen. Er verbrachte eine Woche in einer medizinischen Abteilung.
In einer Sondersitzung des Bezirksgerichts in Rivas am 16. Januar 2007, wurde durch den Richter Dr. Edward Peter Palma Mora die Untersuchungshaft bis zur Hauptverhandlung als Hausarrest umgewandelt. Richter Palma erklärte, nach Prüfung der Akten würde der Fall wegen Mangel an Beweisen eingestellt. Das Hauptverfahren wurde auf den 14. Februar 2007, unter der Leitung des amtierenden Richter, Dr. Ivette Toruño Blanco, neu festgesetzt. Bis dahin wurde Volz bei einem Freund zu Hause an einem unbekannten Ort untergebracht.
Anfang Februar 2007 erhielt Tony D’Souza, Journalist des Outside Magazin, nach wiederholten Nachfragen schließlich Zugang zu den Doris Jiménez Mord-Fall. Richter Toruño erlaubte ihm für 40 Minuten Akteneinsicht. In den Akten sind die ursprünglichen Anklagen gegen Volz und Llanes wegen Vergewaltigung sowie die Mordanklage gegen Volz, Llanes, Chamorro und Dangla mit dem Datum vom 6. Dezember 2006 vermerkt. Doch am 7. Dezember 2006 fand ein Arrangement mit Dangla statt. Nun wurden Eric Stanley Volz und Chamorro beschuldigt, für die Tötung von Doris Jiménez verantwortlich zu sein. Die Anklage gegen Llanes und Dangla wurden fallengelassen. Dangla war nun Zeuge der Staatsanwaltschaft. Während des Studiums der fast 400 Seiten umfassende Akte war sich D’Souza sicher, wer auch immer der Täter war, Eric Volz sei unschuldig.

## Gerichtsverfahren 1. Instanz
Am 14. Februar 2007 begann der Prozess gegen Eric Volz und Chamorro. Schon im Vorfeld des Prozesses war die Bevölkerung, durch die lokale Presse angeheizt, von der Schuld Volz überzeugt und brachte dies auch außerhalb des Gerichtsgebäudes durch Protestaktionen zum Ausdruck. Ein Polizeiaufgebot musste das Gerichtsgebäude vor den aufgebrachten Protestanten schützen.
Dem Verhandlungsverlauf wohnten bei: die Familienangehörigen von Volz, dessen Anwälte, Freunde von Volz, drei Beobachter der US-Botschaft sowie die lokale und internationale Presse. Die Staatsanwältin Isolda Ibarra Arguello vertrat die Anklage. Nach Aussage von Volz' Anwälten hatte die Staatsanwaltschaft Nicaraguas weder vor noch während des Prozesses physische Beweise für die Schuld Eric Volz. Eine erste gerichtsmedizinische Untersuchung beschrieb Kratzspuren an dem Opfer. Eine zweite Untersuchung von Dr. Oscar Bravo Flores, der offizielle forensische Prüfer, fand keine Kratzspuren. Die Blutgruppe von Volz wurde in den Akten mit „Null“ angegeben, obwohl er die Blutgruppe „A“ hat. Auch das Opfer hatte die Blutgruppe „A“, während Chamorro die Blutgruppe „Null“ hat.
Das Nicaraguanische Strafrecht verwendete 2007 noch nicht den DNA-Test, sodass entsprechende Spuren nicht ausgewertet wurden. Des Weiteren waren auch keine Fingerabdruck-Beweise gegen Volz vorhanden. In den offiziell durchgeführten physikalischen Prüfungen an den Verdächtigen wurde festgestellt, dass beide Chamorro und Dangla tiefe „Fingernagel“ Kratzer an den Armen hatten. Des Weiteren war Dangla an sieben verschiedene Stellen seines Körpers verkratzt, einschließlich der Spitze seines Penis. Eric Volz hatte gemäß Untersuchungsbericht eine Reihe von dünnen, gerade Linien auf der ungebrochenen Haut seiner rechten Schulter.
Die Handy-Aufzeichnungen (Instant-Messaging-Protokolle) bestätigten, dass Volz zum Tatzeitpunkt nicht in San Juan del Sur gewesen sein konnte, da alle Gespräche von Managua aus geführt wurden. Dieser Ort liegt mehr als zwei Autostunden vom Tatort entfernt. Weiterhin nahm Volz an eine Telekonferenz mit Geschäftsfreunden in Virginia, Atlanta und Georgia teil, die bis 13:15 Uhr dauerte. Anschließend fand ein Mittagessen mit Geschäftspartnern bis 14:45 Uhr statt. Die Argumente für die Unschuld Volz schien klar und unwiderlegbar.
Obwohl zehn Zeugen das Alibi von Volz bestätigten, ließ das Gericht unter Richter Ivette Toruño Blanco nur die Aussagen eines Polizeibeamten, die von Chamorro und die der Mutter des Opfers zu. Ein Polizeibeamter bezeugte, dass Chamorro am Tag des Verbrechens einen Angestellten der Doris Ivanias-Boutique 5.000 US-Dollar angeboten habe, um ungestörten Zutritt in die Boutique zu bekommen. Chamorro behauptete, dass Volz und ein anderer Ausländer, den er nicht identifizieren konnte, den Mord begangen hätten. In der Zeugenaussage von Mercedes Alvarado, der Mutter des Opfers, wurde Volz als ein eifersüchtigen Mann beschrieben, der bereit sei, ihre Tochter aus Eifersucht zu töten.
Die Anklagevertretung brachte ihren Zeugen ins Spiel. Dangla bezeugte, er habe Volz zum Tatzeitpunkt am Tatort gesehen. Des Weiteren führte die Staatsanwältin die Kratzspuren auf der Schulter von Volz an. Volz behauptete, die Spuren stammten vom Tragen des Sarges während der Beerdigung. Nach drei Verhandlungstagen sprach Richter Ivette Toruño Blanco das Urteil: Jeweils 30 Jahre Gefängnis für Eric Volz und Chamorro wegen Mord.
Nach der Urteilsverkündung jubilierten vor dem Gericht hunderte von Nicaraguanern. Der Onkel des Opfers erhob seine Finger in den Himmel und sagte: „Dies ist Gerechtigkeit für unsere kleine Stadt, für Nicaragua, und für alle in Mittelamerika!“

## Vorbereitung Revisionsverfahren
Inzwischen hatten die ersten internationalen TV-Crews über den Eric Volz Fall direkt aus Nicaragua berichtet. Freunde von Volz spendeten Geldbeträge, um die Revision zu finanzieren. Der Stiefvater von Eric Volz organisierte ein Benefiz-Konzert. Freunde und fremde Menschen unterstützten Volz in ihren Briefen. Volz' Mutter reichte Petitionen für ihren Sohn an die nicaraguanische Regierung ein. Gleichzeitig informierte sie die US-Regierung über die gefährliche Situation, in der sich ihr Sohn befand. Sie erhielt auch Unterstützung aus dem Weißen Haus. Die Anwälte bereiteten die Revisionsanträge vor. Alle Fakten wurden noch einmal zusammengetragen. Auch die Behauptung von Volz, die Kratzer auf seiner Schulter stammten vom Tragen des Sarges. Die Mutter des Opfers zeigte Tony D’Souza, Journalist des Outside Magazin, eine DVD von der Beerdigung ihrer Tochter. Das Video zeigte deutlich die scharfe Kante des Jiménez Sarges, den Volz auf seiner rechten Schulter trug. Erics Familie publizierte seine Lage auf einem YouTube Segment und einer Website, um eine breite Öffentlichkeit weltweit zu mobilisieren. Sie hofften, dass damit Druck auf die Nicaragua-Behörden ausgeübt würde. Eric wartete schon seit Monaten auf ein Revisionsverfahren.
Am 17. Dezember 2007 wurde Eric Volz freigelassen, nachdem ein Berufungsgericht die Verurteilung der 1. Instanz mit 2:1 Stimmen aufgehoben hatte. Sein Pass und die Kaution von 10.000 US-Dollar wurden ihm zurückgegeben. Volz war jedoch nicht sofort frei. Es fand sich kein Richter für die Unterzeichnung der Entlassungspapiere. Auch der lokale Richter Ivette Toruño Blanco verzögerte die Unterzeichnung. In Anbetracht der bevorstehenden Justizferien (Weihnachten, Neujahr) drängte die Zeit, da Volz vom Hospital zurück ins Gefängnis verlegt werden sollte.
Am 20. Dezember 2007 unterzeichnete das Berufungsgericht in Granada die Entlassungspapiere für Eric Volz. Die Freigabe kam trotz einer Entscheidung der Staatsanwältin Isolda Ibarra Arguello, die schon im Hauptverfahren die Anklage vertrat, zustande. Arguello wollte die Berufung an den Obersten Gerichtshof abgeben und somit Volz' Ausreise aus Nicaragua verhindern. Am 21. Dezember 2007, nach über einem Jahr im Gefängnis, war Eric Volz ein freier Mann. Er verließ umgehend Nicaragua und kehrte zu seiner Familie zurück.

## Weiterer Verlauf
Am 17. November 2008 teilte Volz über ein YouTube-Video mit, dass die nicaraguanische Regierung nach elf Monaten wieder seine Klage eröffnet. Volz argumentierte, dass erneut eine freigesprochene Person für den gleichen Fall vor Gericht gestellt werden soll, verletzt die Verfassung Nicaraguas. Seiner Meinung nach ist die politische Motivation, besonders die anti-amerikanische Stimmung, für diese Aktion verantwortlich.
Am 15. Juni 2009 reichte Eric Volz eine Notpetition gegen die Republik von Nicaragua über die interamerikanischen Menschenrechtskommission in Washington, D.C., ein. In dieser Petition bittet die interamerikanische Kommission, einen Beschluss zu erlassen, der die ungesetzliche und unsachgemäße Bemühungen der Regierung von Nicaragua in dem Fall Volz beendet.
„Ich glaube an Gerechtigkeit und an den Rechtsgrundsatz“, sagte Eric Volz bei der Abgabe seiner Petition. „Ich verlor mehr, als ein Jahr meines Lebens für ein Verbrechen, von der die Nicaragua-Regierung und die Gerichtsverfassung wussten, dass ich es nicht verübt habe. Was mir geschah, sollte auch niemand anderen geschehen. Die Gerichte existieren, um die Unschuldigen zu schützen und das ist der Grund für meine Petition.“